# Портланд (Мейн)
Портланд (на английски: Portland) е най-големият град в Мейн, Съединени американски щати. Разположен е при вливането на река Фор в Атлантическия океан. Населението му е 66 882 души (по приблизителна оценка от 2017 г.).
В Портланд е роден писателят Стивън Кинг (р. 1947).